# TeamViewer SE
TeamViewer SE es una empresa tecnológica internacional con sede en Göppingen, Alemania. La empresa se dio a conocer por el software de acceso y soporte remoto TeamViewer del mismo nombre. En la actualidad, TeamViewer AG ofrece a sus clientes una plataforma global para conectar, supervisar y controlar ordenadores, máquinas y otros dispositivos. El software de TeamViewer se utiliza en empresas de todos los tamaños y sectores, por ejemplo, para digitalizar los procesos a lo largo de la cadena de valor industrial. La empresa cotiza en bolsa y es miembro de MDAX y TecDAX.

## Historia

### Fase de inicio y crecimiento
La fundación de TeamViewer se remonta al lanzamiento de la primera versión del software TeamViewer en 2005. Para reducir los desplazamientos a los clientes y presentar el software de gestión de calidad a distancia, el fundador de Rossmanith GmbH desarrolló el software TeamViewer. El software se convirtió en el producto principal de TeamViewer GmbH, que hoy opera como TeamViewer Germany GmbH. El modelo de negocio de la empresa permitía a los usuarios privados utilizar el software de forma gratuita, mientras que los clientes empresariales debían adquirir una licencia de pago. Este modelo continúa hasta la fecha.
En 2010, TeamViewer GmbH fue adquirida por GFI Software. En 2014, la empresa británica de capital privado Permira adquirió TeamViewer y ayudó a la compañía a desarrollar su base de clientes internacionales y a ampliar el alcance de sus productos. Con un precio de compra de unos mil millones de dólares estadounidenses, la empresa fue clasificada como un unicornio, la designación para una em-presa no cotizada que vale al menos mil millones de dólares estadounidenses.

### Oferta pública inicial
Desde principios de 2018, la empresa cambió su modelo de negocio de la anterior venta de licencias a las suscripciones. Esto siguió una tendencia general en el sector de las TI y ayudó a TeamViewer a seguir creciendo. Como preparación para una salida a bolsa, en 2019 se creó una nueva estructura corpo-rativa. La recién creada TeamViewer AG se convirtió en la propietaria de la entonces rebautizada TeamViewer Germany GmbH.
La cotización inicial en la Bolsa de Fráncfort en septiembre de 2019 fue recibida con un gran interés por parte de los inversores. Con un volumen de emisión de 2.200 millones de euros, fue la mayor OPI de una empresa tecnológica alemana desde el año 2000 y la mayor OPI de Europa en 2019. A finales de 2019, las acciones de TeamViewer AG ya habían sido admitidas en los índices bursátiles MDAX y TecDAX.
Recientemente, TeamViewer ha ampliado su cartera de productos, sobre todo en soluciones industriales.

## Empresa
TeamViewer AG es una sociedad anónima alemana. Junto con sus filiales nacionales y extranjeras, forma el Grupo TeamViewer. Entre las filiales más importantes se encuentra TeamViewer Germany GmbH, que es responsable del negocio operativo.
Las acciones de TeamViewer AG se negocian en el mercado regulado (Prime Standard) de la Bolsa de Frankfurt. Alrededor del 75% de las acciones de TeamViewer AG son de libre circulación. Los principales accionistas son Permira, Norges Bank y BlackRock.

### Gestión
El Consejo de Administración de TeamViewer AG está formado por Oliver Steil (Director General), Michael Wilkens (Director Financiero) y Peter Turner (Director Comercial). El Consejo de Administración ampliado (Senior Leadership Team) está formado por nueve personas. El Consejo de Supervisión de TeamViewer AG tiene seis miembros. Su presidente es Abraham Peled.

### Ubicaciones
La sede de TeamViewer AG se encuentra en la plaza Bahnhofsplatz de Göppingen. El edificio había sido construido por la ciudad y en un principio iba a ser utilizado como una extensión del ayuntamiento antes de que se ofreciera a la empresa de rápido crecimiento para mantenerla en Göppingen.
A nivel internacional, TeamViewer AG cuenta con numerosas filiales y ubicaciones en todos los continentes. Por ejemplo, los lugares clave para la investigación y el desarrollo son Ereván (Armenia) e Ioánina (Grecia).

### Adquisiciones
- 2020: Ubimax, Alemania, proveedor de software especializado en realidad aumentada para wearables[18]
- 2021: Upskill, Estados Unidos, un proveedor de software de realidad aumentada industrial[19]
- 2021: Xaleon, Austria, un proveedor de soluciones de compromiso con el cliente[20]
- 2021: Viscopic, Alemania, proveedor de soluciones de realidad mixta[21]
- 2024: 1E, Reino Unido, proveedor de soluciones para detectar problemas de software en PC de escritorio de forma remota[22]

## Productos

### TeamViewer
TeamViewer se dio a conocer principalmente por una solución para el acceso remoto, así como para el control remoto y el mantenimiento de ordenadores y dispositivos móviles. El software, llamado TeamViewer, es compatible con los principales sistemas operativos de ordenadores de sobremesa, teléfonos inteligentes y tabletas, como Windows, macOS, Android e iOS.

### Plataforma
La plataforma TeamViewer permite la conexión de una amplia gama de dispositivos en empresas de todos los tamaños y de todos los sectores. Asimismo, TeamViewer ofrece aplicaciones de realidad aumentada para ayudar a los trabajadores de primera línea a simplificar sus procesos de trabajo con instrucciones paso a paso o para ayudar a los técnicos de servicio a resolver a distancia problemas complejos en las máquinas.
Existen interfaces con otras aplicaciones y servicios, como Microsoft Teams.

## Patrocinios
Desde 2020, TeamViewer AG es el patrocinador principal de los equipos de la Handball-Bundesliga de Frisch Auf Göppingen.
En 2021, TeamViewer AG se convirtió en el principal patrocinador de la camiseta del Manchester United en un acuerdo de cinco años a partir de la temporada 2021-22. El club de la Premier League también tiene previsto utilizar las soluciones de la empresa para la digitalización de las experiencias de los aficionados y los procesos empresariales.
Ese mismo año, TeamViewer AG se asoció con el equipo de Fórmula 1 Mercedes-AMG Petronas y el equipo de Fórmula E Mercedes-EQ. Además de una marca destacada en los coches y en los trajes de los pilotos y la ropa del equipo, la asociación incluye la transferencia de casos de uso de la pista de carreras al entorno industrial de los clientes de TeamViewer.